# Benito Gracia Beatobe
Benito Gracia Beatobe (1892- 1989) fue un artista plástico nacido en Zaragoza, España, y radicado en Argentina desde temprana edad, lugar donde adquirió ciudadanía y desarrolló casi la totalidad de su obra pictórica.

## Estudios
Estudió en la Academia Nacional de Bellas Artes, obteniendo el título de profesor y ejerciendo la docencia durante varios años en las Escuelas Municipales Baggio y en el Colegio Nacional Hipólito Yrigoyen. 
También dictó cursos de Grabado y Monocopia en la Asociación de Artistas Plásticos, y en la Sociedad de Grabadores y Monocopistas; en esta última institución llegó a ejercer la vicepresidencia.
Realizó importantes exposiciones en Argentina y en el exterior con singular repercusión, y ha sido asiduo concurrente de los salones Nacional, Provinciales y Municipales, donde obtuvo 17 distinciones, 3 grandes premios, y el reconocimiento del Ala de la Victoria.
Su nombre se encuentra registrado en el diccionario de Artistas plásticos argentinos de Adrián Merlino y en el diccionario de Santillán, en el tomo II de la Enciclopedia del Arte en América (OMEBA), y en los Archivos de la Bienal de Venecia; también, en 80 años de la Pintura Argentina, de Córdoba Iturburu, y en el anuario de la Revista de Pluma y Pincel, de 1976.

## Obras
En el ámbito nacional, figuran obras suyas de pintura y grabado en los Museos Municipal Eduardo Sívori, Provincial de La Plata, Castagnino (Rosario), de San Luis, Santiago del Estero, La Rioja, Bahía Blanca, Miramar, Tandil, Chascomús, Chivilcoy, Ceferino Carnacini, Liceo Militar General San Martín y en el Senado de la Nación; en el exterior, en Brasil (Porto Alegre) y en el Museo de Arte Moderno de Florianópolis; también en México y en Italia (Pescia y Monte Catini).